# شمعون برصباعي
شمعون البرصباعي (بالسريانية: ܫܡܥܘܢ ܒܪܨܒܥܐ)‏ كان جاثليق كنيسة المشرق بين سنتي 329-341. يُعتبر أحد الشهداء المسيحيون الذين تحتفل بهم بمعظم الكنائس المسيحية.
ولد بالسوس بالقرب من من مدينة طيسفون (المدائن حالياً) ليس هناك تاريخ مؤكد لولادته إلا أنه كان على الأغلب في مستهل القرن الرابع الميلادي. كان بأوائل حياته تلميذاً للجاثليق فافا ثم أركذياقون.
هناك رواية تقول بأنه عاش حوالي 117 سنة، أما لقب البرصباعي فقد جاء من كون أن عائلته امتهنت حرفة صبغة الملابس للملوك كما جاء في المخطوطة الكلدانية المحفوظة حاليا في الفاتيكان. ويُقال بأنه دعي شمعون ابن الصباغين لكونه صبغ نفسه بدمه في إشارة إلى استشهاده. يذكر التاريخ السعردي أن الجاثليق فافا ولكبر سنه أرسل شمعون مع مار شاهدوست إلى مجمع نيقية عام 325.
في عام 341 قبض عليه الملك الفارسي الساساني شابور الثاني في الفترة التي تُعرف بالاضطهاد الأربعيني التي قتل فيها الكثير من المؤمنيين المسيحيين وكان شمعون برصباعي أحد ضحاياه فقتله شابور ودفن في مدينة سوس.
ويعد شمعون البرصباعي شهيداً وقديساً عند الكنيسة الكلدانية الكاثوليكية و‌كنيسة المشرق الآشورية.